# Лон-ле-Сонье (округ)
Лон-ле-Сонье (фр. Lons-le-Saunier) — округ (фр. Arrondissement) во Франции, один из округов в регионе Франш-Конте. Департамент округа — Юра. Супрефектура — Лон-ле-Сонье.
Население округа на 2006 год составляло 125 350 человек. Плотность населения составляет 44 чел./км². Площадь округа составляет всего 2817 км².